# Urgentni centar (američka TV serija, 7. sezona)
Sedma sezona serije Urgentni centar je emitovana od 12. oktobra 2000. do 17. maja 2001. godine na kanalu NBC i broji 22 epizode.

## Opis
Sedma sezona je jedina sezona u kojoj se glavna postava nije menjala.

## Uloge
- Entoni Edvards kao dr Mark Grin
- Noa Vajl kao Džon Karter
- Lora Ins kao Keri Viver
- Aleks Kingston kao Elizabet Kordej
- Pol Mekrejn kao Robert Romano
- Goran Višnjić kao Luka Kovač
- Mora Tirni kao Ebigejl Lokhart
- Majkl Mišel kao Kleo Finč
- Erik Paladino kao Dejvid Maluči
- Ming-Na kao Džing-Mej Čen
- Erik La Sejl kao dr Piter Benton

## Epizode
| Br. u seriji | Br. u sezoni | Naslov               | Reditelj             | Scenarista                   | Premijerno emitovanje |
| --- | ------------ | -------------------- | -------------------- | ---------------------------- | --------------------- |
| 136 | 1            | Dolazak kući         | Džonatan Kaplan      | Džek Orman                   | 12. oktobar 2000      |
| Čistačice i radnici u su obustavili rad opštoj bolnici, Karter se vraća sa odvikavanja, pobuna se nastavlja u urgentnom centru, a Grin i Kordejeva se vraćaju sa odmora i otkrivaju da imaju gadan osip. Ebi otkriva da joj bivši suprug nije platio školarinu i zato ne može da nastavi rad u urgentnom centru. |              |                      |                      |                              |                       |
| 137 | 2            | Pesak i voda         | Kristofer Misijano   | Džek Orman                   | 19. oktobar 2000      |
| Karter se vraća u urgentni centar prihativši uslove Grina i Viverove. Ebi postaje njegova AA pokroviteljka. Grin i Kordejeva kupuju veću kuću i odlučuju da se venčaju. Benton ima poteškoća sa Romanom oko operacije bolesnika kome je osiguranje isteklo. |              |                      |                      |                              |                       |
| 138 | 3            | Mars napada          | Paris Berklej        | R. Skot Džemil               | 26. oktobar 2000      |
| Na dan sa manjkom osoblja Viverova ograničava Karterove dužnosti, Kovaču treba Ebi zbog zdravstvenih postupaka koje ona više ne sme da radi, Benton saznaje da ga je Romano odbio, a povređeni prisutni sa skupa naučne fantastike su brzo primljeni. |              |                      |                      |                              |                       |
| 139 | 4            | Benton unazad        | Ričard Torp          | Di Džonson                   | 2. novembar 2000      |
| Romano nudi mesto nada dan Bentonu bez koristi i ugleda. Ponizni Benton je prinuđen da prihvati. Kovač hvata džeparoša koji se suočava sa njim i Ebi. Karteru je dozvoljeno da radi na bolesnicima za operacije opet, sa razlogom. Baš nakon što spasi niz ozbiljnih ranjavanja od vatrenog oružja, devojčica ulazi u sobu i upuca žrtvu opet, ostavljajući Kartera, jedinog u sobi tada, potresenog. Kovač ga kasnije ohrabruje da ode ranije. |              |                      |                      |                              |                       |
| 140 | 5            | Let mašte            | Lesli Linka Glater   | Džo Saks i Valon Grin        | 9. novembar 2000      |
| Tragedija maloletnika kojima je dijagnostikovano da su HIV-pozitivni se slaže sa saobraćajnom nesrećom sa smrtnim ishodom. Let urgetnog centra prevozi bolesničko venčanje u urgentni centar. |              |                      |                      |                              |                       |
| 141 | 6            | Poseta               | Džonatan Kaplan      | Džon Vels                    | 16. novembar 2000     |
| Ebi posećuje njena bipolarna majka Megi, Bentnov sestrić dolazi u urgentni centar sa ozbiljnom ranom od ranjavanja, a Kovač sumnja da devojčicu zlostavlja njen otac. Kordejeva zaslužuje vikend sa Grinom zbog spašavanja bolesnika, surfera iz Zambije, brzo. |              |                      |                      |                              |                       |
| 142 | 7            | Spasi me             | Krisotfer Čulak      | Nil Bir                      | 23. novembar 2000     |
| Pada kiša u Opštoj. Kordejeva je tužena zbog nemara. Megi neće da ode dok Ebi ne orazgovara sa njom. Čenina majka saznaje za ćerkinu trudnoću, a i Kordejeva takođe otkriva da je trudna, a Grin ima najgori osećaj kada izgubi snagu tokom leči bolesniku posekotinu. |              |                      |                      |                              |                       |
| 143 | 8            | Ples koji plešemo    | Kristofer Misijano   | Džek Orman                   | 7. decembar 2000      |
| Grin govori Koredejevoj da je išao na biopsiju i da tumor nije za operaciju. Ebina majka izaziva veliki lom u prodavnici. Kordejeva podnosi papire oko nemara nad ranijim bolesnikom. Devojka Bentonovog sestrića dolazi u urgentni centar. |              |                      |                      |                              |                       |
| 144 | 9            | Najveći dar          | Džonatan Kaplan      | Elizabet Hanter              | 14. decembar 2000     |
| Čen se porađa i bori se sa odlukom oko davanje bebe na usvajanje. Benton pomaže devojčici koja je prinuđena da da bela krvna zrnca svojoj bolesnoj sestri. Kordejeva i Grin putuju u Novi Jork i pronalaze nadu kad pronađu hirurga koji može da operiše Markov tumor. |              |                      |                      |                              |                       |
| 145 | 10           | Deo uma              | Dejvid Nater         | Tom Garigus i R. Skot Džemil | 4. januar 2001        |
| Dok je Grin na operaciji u Novom Jorku da bi odstranio tumor, Opšta Bolnica ima slučaj oca i sina koji su doživeli saobraćajnu nesreću. |              |                      |                      |                              |                       |
| 146 | 11           | Papir, kamen, makaze | Džonatan Kaplan      | Di Džonson                   | 11. januar 2001       |
| Kovač leči biskupa koji je pao i preispituje Kovačevu veru. Ebi tera Kartera da kaže Viverovoj za vikodin koji je zamalo uzeo. Ebi mu kasnije govori da ne može da mu bude pokroviteljka više. Nakon što je Kajniša usvojena, Benton i Finčova otkrivaju da ima je kuću ispreturala. Suđenju Kordejevoj za nemara je određen datum. Gospodin Paterson je kasnije posećuje u bolnici, što izaziva paniku nad drugim bolesnikom. Viverova i Legaspi su podeljeni oko ličnih i poslovnih poteškoća. Karter leči ženu koja je švercovala drogu progutavši kondom pun kokaina. |              |                      |                      |                              |                       |
| 147 | 12           | Predaja              | Feliks Enrike Alkala | Džek Orman                   | 1. februar 2001       |
| Viverova i Legaspijeva su provele noć zajedno, iako je Viverovu izgleda sramota da započne vezu. Takođe se raspravlja sa Kovačem oko pozivanja nadežnih zbog jednog njegovog bolesnika koji radi na crno, što ishoduje tome da vlasnik spali mesto. Grin se vratioa na posao, ali meša polove govoreći o bolesniku kao o "njoj". Kordejeva se još jednom koči tokom operacije, ali uspeva da prevaziđe strahove. Romano priča Bentonu da preuzme posao direktora raznovrsnosti Opšte. Nakon vikodina, Karteru je zabranjeno da prepisuje lekove. Kasnije posećuje Čejsa kući i priznaje zavisnost. Ebi leči dva napaljena starija muškarca. |              |                      |                      |                              |                       |
| 148 | 13           | To će biti gotovo    | Ričard Torp          | Meredit Stim                 | 8. februar 2001       |
| Biskup Stjuart se vraća tražeći nešto za bolove od Kovača koji ima pune ruke posla sa roditeljima 16-ogodišnjeg deteta koje ne želi drugo presađivanje srca. Ebi glumi Karterovu pratnju kod njegove porodice i vidi svog bivšeg supruga tamo. Maluči leči pedera koji hoće da se zarazi HIV-om svog pozitivnog partnera. Grin nastavlja sa promenom ponašanja nakon operacije. Viverova zakazuje pregled ta Grina. |              |                      |                      |                              |                       |
| 149 | 14           | Šetnja po šumi       | Džon Vels            | Džon Vels                    | 15. februar 2001      |
| Viverova provodi veče sa Legaspijevom i njenom drugaricom lezbejkom. Grin je pobesneo kad je saznao za svoj pregled. Kordejeva vrišti na Viverovu što je to zakazala. Čen se vraća sa porodiljskog i leči dečaka sa boginjama. Benton se bori da li da primi mladog studenta medicine na razgovor za posao kad je saznao da je i on sam primljen na osnovu rezervacije. Biskup Stjuart se vraća u još gorem stanju. |              |                      |                      |                              |                       |
| 150 | 15           | Prelaz               | Džonatan Kaplan      | Džek Orman                   | 22. februar 2001      |
| Karter se upoznaje sa novom stažistkinjom pedijatrije Renom Truhilo. On i Kovač su pozvani na mesto velike vozne nesreće. Karter mora da uradi zeznuto uklanjanje ne vatrogascu nakon što Kordejevoj počnu rani trudovi na mestu. Nakon što je Kordejeva vraćena u bolnicu, Ebi i Čen je leče i govore joj da odmara. Benton dozvoljava naprednom studentu medicine Vilijamu Vajtu da ga prati po urgentnom centru. Viverova zove Legapsijevu oko psihološkog savetovanja devojke koja je hetla da se ubije parkirajući kola na šine i tako izazvala voznu nesreću. Kovač se bori sa verom otkrivajući da je u Vukovaru mogao da spasi ženu žrtvovanjem ćerke. Biskup Stjuart mu daje oproštaj pre smrti. |              |                      |                      |                              |                       |
| 151 | 16           | Lov na veštice       | Gaj Norman Bi        | R. Skot Džemil               | 1. mart 2001          |
| Nakon što Ebi izađe iz sobe na sekund, beba nestaje iz bolnice. Nakon što je proveo noć kod nje, Karter je potresen kad je saznao da je Rena 19-ogodišnja redovna studentkinja. Grin dobija svoje ishode provere - prošao je. Maluči i Grin leče dečaka koji je sebi ubrizgao steroide jer se plaši oca. Legaspijevu je optužila za seksualno zlostavljanje maloletnica koja je izazvala voznu nsereću. Viverova je više zabrinuta za skrivanje njihove veze, pa je Legaspijeva ostavlja. |              |                      |                      |                              |                       |
| 152 | 17           | Opstanak najjačih    | Marita Graibjak      | Džo Saks                     | 29. mart 2001         |
| Nakon što loše pokušaju da pretvore događaj u rasni problem, Benton i Kleo otkrivaju da su porgešili kad policajac upuca i ubije stariju dementnu ženu. Nikad nisu priznali odgovornost. Karter pogrešno obaveštava Renu da su on i Ebi ranije bili u vezi. 1. april izaziva šale zaposlenih. Maluči prolazi najgore jer mu Kovač daje haloperidol, čineći ga beskorisnim za ostatak smene, i lepi mu ruke za čelo dok je spavao. Kordejeva radi na dugoj operaciji samo da bi dokazala da može da radi uprkos trudnoći. Grin leči troje učenika koji su doneli čistač. Kovač leči trudnu učenicu koje hoće da rodi dete samo zbog socijalne pomoći. |              |                      |                      |                              |                       |
| 153 | 18           | Aprilski pljuskovi   | Kristofer Misijano   | Tom Garigus                  | 19. april 2001        |
| Grin mora da prevaziđe brojne prepreke, uglavnom u vezi sa vremenom, da bi otišao u crkvu da se venča sa Elizabet koja ima poteškoća sa svojim posvađanim i razvedenim roditeljima. Ebi se prehladila, ali ne može iz bolnice jer je većina bolničara na venčanju. Mnogo bolesnika dolazi u bolnicu zbog saobraćajne nesreće u kojoj je učestvovao zatvorski kombi. Kovač i Karter se svađaju oko lečenje povređenog policajca i robijaša koji je iščašio rame. Dok je čekala let za Vegas, Viverova (koja nije bila pozvana na venčanje), započinje razgovora sa prijateljski nastrojenim muškarcem. Čen nedostaje sin. Kleo neće da ide na venčanje jer je mlada bivša Bentonova devojka. |              |                      |                      |                              |                       |
| 154 | 19           | Jedrenje             | Lora Ins             | Džek Orman i Meredit Stim    | 26. april 2001        |
| Kordejeva dobija trudova i rađa devojčicu Elu. Benton leči svog profesora iz srednje. Brojni studenti dolaze u urgentni centar jer su žrtve šala i obreda bratstva i kola sestara. Karter i Ebi idu u Oklahomu po Megi, koja se zaključala u sobu u prenoćištu, ukrala tablete za spavanje iz prodavnice i pokušala da se ubije. Rena ostavlja Kartera preko telefona. |              |                      |                      |                              |                       |
| 155 | 20           | Strah od zatvora     | Entoni Edvards       | R. Skot Džemil               | 3. maj 2001           |
| Ebi ide na sud zbog rasprave o 90-odnevnoj psihijatrijskoj proceni za svoju majku. Majka joj je puštena i kasnije se pojavljuje u Lukinom hotelskom apartmanu. Viverova leči vovitelja dečje emisije i vetišistu za odeću od životinja. Karlu primaju u bolnicu posle pada. Benton leči Karla Ferisa opet nekon što je imao srčani udar. Maluči se sukobljava sa Čen i Kleo kad ga njevoga zvučna kaseta uvali u nevolju. Karter leči devojčicu kojoj je dečko uticao na trudnoći hraneći je receptima za hranu od koje bi pobacila. Čen leči bolesnicu koja je nadarena za borjeve. Maluči zove sveštenika zbog isterivanja đavola. |              |                      |                      |                              |                       |
| 156 | 21           | Gde je srce          | Ričard Torp          | Di Džonson i Meredit Stim    | 10. maj 2001          |
| Ebi je zapanjena kad joj Megi otkrije svoje planove za povratak u rodni kraj u Mineapolisu. Ebi otkriva majci da je bila jednom trudna, ali da je išla na pobačaj plašeći se njenoj genetskoj mogućnosti i da dete bude bipolarno. U međuvremenu, i Karter i Čen su odbijeni za mesto glavnog lekara nakon čega ona govori Viverovoj da je žrtva diskriminacije. Viverova se upoznaje sa novom devojkom Legaspijeve. Karla naleće na Bentona i dere se na Kleo nakon što je ona okrenula leđa Risu na sekund i ovaj se ponovo povredio. Grin leči zlostavljanog dečaka sa ocem koji neverovatno draži. Većina zaposlenih iz urgetnog centra igra mekanu loptu posle posla. |              |                      |                      |                              |                       |
| 157 | 22           | Masakr               | Džonatan Kaplan      | Džek Orman                   | 17. maj 2001          |
| Derek Fosen, otac zlostavljanog dečaka koga je Grin lečio prošle nedelja započinje pucački masakr po gradu tražeći sve koji imaju veze sa tim što mu je sin otišao u udomiteljsku porodicu. Grin se boji za sigurnost Kordejeve i bebe Ele nakon što se Kordejeva ne javi na pejdžer. Čen je nakorak bliža mestu glavnog lekara. Romano daje otkaz Legaspijevoj. Viverova se suočava sa Romanom i otkriva mu za sebe i preti da da otkaz ako se Kim ne vrati. Karlin muž Rodžer optužuje Benton da je spavao sa Karlom. Kleo je posekla ruku dok je lečila HIV-pozitivnog bolesnika. Kovač privlači nesrećnost kod Ebi nakon što pošalje njenu potvrdu o medicinskom fakultetu bez njenog znanja. Karter izrađava svoja osećanja prema Ebi i razmišlja o svojoj budućnosti u drugoj bolnici. Dok je lečio strelca sam u liftu, Grin donosi odluku o nezi kad čovek padne u komu. Epizoda se završava kad Grin odluči da potrese sve umesto da leči Fosena jer je besan na njegovu odluku da poverdi njega i njegovu porodicu. |              |                      |                      |                              |                       |